# Едуар Тулуз
Едуар Тулуз (на френски: Édouard Toulouse) е френски психиатър и журналист.

## Биография
Роден е през 1865 година в Марсилия. Основава Комитет по психична хигиена (Френска лига за профилактика и психична хигиена, а по-късно Френска лига за психична хигиена). Тези организации са насочени към подобряването на лечението на пациенти в такива обекти като болници и амбулатории. Сътрудничи си до 1936 година в клиника за сексуални разстройство заедно с Пол Шиф и Анри-Русел Павилион. Психиатричната болница в Марсилия носи името на Едуар Тулуз.